# سیارک ۱۰۸۵۳
سیارک ۱۰۸۵۳ (به انگلیسی: 10853 Aimoto، نامگذاری:1995CW)۱۰۸۵۳مین سیارک کشف شده‌است که در ۰۶ فوریه ۱۹۹۵ کشف شد.